# Hibbertia pulchella
Hibbertia pulchella (Brongn. & Gris) Schltr. – gatunek rośliny z rzędu ukęślowców (Dilleniales Hutch.). Występuje endemicznie w Nowej Kaledonii – w południowej części wyspy Grande Terre. 

## Morfologia
PokrójWiecznie zielone drzewo lub krzew. Dorasta do 20 m wysokości. Gęsto rozgałęzione, gałęzie są krótkie.
LiścieBlaszka liściowa jest niemal siedząca i ma lancetowaty kształt, jest całobrzega, o nasadzie zbiegającej po ogonku, wierzchołek ostry. Górna powierzchnia pokryta jest zakrzywionymi włoskami, spód jedwabiście owłosiony.
KwiatyZebrane w wierzchotki, rozwijają się w szczytowej części pędów. Płatki są żółte, rudo owłosione i mają 10–15 mm długości.
OwoceJednonasienne mieszki o podłużnym kształcie i długości do 1 cm.

## Biologia i ekologia
Rośnie w zaroślach. Występuje na wysokości do 700 m n.p.m. Preferuje lateryty oraz zerodowane podłoże ultrazasadowe. Kwitnie i owocuje w okresie od listopada do lutego.